# Alejandro Luna Ledesma
José Alejandro Dionisio Luna Ledesma (Ciudad de México, 1 de diciembre de 1939-13 de diciembre de 2022) fue un arquitecto, escenógrafo, catedrático y académico mexicano. Montó la escenografía e iluminación para más de 200 obras teatrales y 20 óperas en México, Estados Unidos, Asia y Europa.

## Estudios y docencia
Estudió en la Escuela Nacional de Arquitectura de la Universidad Nacional Autónoma de México (UNAM). Tomó clases de arte dramático en la Facultad de Filosofía y Letras de la UNAM, fue discípulo de Enrique Ruelas, Fernando Wagner, Antonio López Mancera y Justino Fernández.
Desde 1970 ha impartido clases y talleres de escenografía en varias ciudades del mundo, como Berlín, Bogotá, Edimburgo, Guanajuato, Hamburgo, Manizales, Praga, Salzburgo o Stuttgart. De 1970 a 1973 impartió clases en la Escuela de Arte Dramático del Instituto Nacional de Bellas Artes. De 1981 a 1985 fue director de la carrera de diseño teatral en el Centro Universitario de Teatro de la Universidad Nacional Autónoma de México.

## Escenógrafo
Fue miembro fundador de la Sociedad Autoral de Escenógrafos, la cual presidió de 1975 a 1977. De 1989 a 1991 fue director de Teatro del Instituto Nacional de Bellas Artes (INBA). Es miembro del Sistema Nacional de Creadores de Arte del Fondo Nacional para la Cultura y las Artes (FONCA) y creador emérito desde 2001. Es miembro de número de la Academia de Artes de México desde 2005.
Fue esposo de la diseñadora de vestuario y escenografía Fiona Alexander, con quien procreó al actor Diego Luna en 1979. Alexander falleció en un accidente automovilísitico en 1982.

## Premios y distinciones
- Premio Nacional de Ciencias y Artes en el área de Bellas Artes otorgado por la Secretaría de Educación Pública en 2001.
- Creador Emérito por el Sistema Nacional de Creadores de Arte del Consejo Nacional para la Cultura y las Artes desde 2001.
- Homenaje por la Unión de Teatros de Europa durante el XXX Festival Internacional Cervantino en 2002.
- Distinguished Artist Award otorgado por la International Society for the Performing Arts, en 2004.
- Doctor honoris causa por la Universidad Autónoma de Baja California en 2005.[5]
- Premio Universidad Nacional en el área de Creación Artística y Extensión en la Cultura otorgado por la Universidad Nacional Autónoma de México en 2007.[7]